# Château de Varillettes
Le château de Varillettes, ou localement château de Vareilhettes, est un château situé sur la commune de Saint-Georges dans le Cantal.

## Description

### Construction

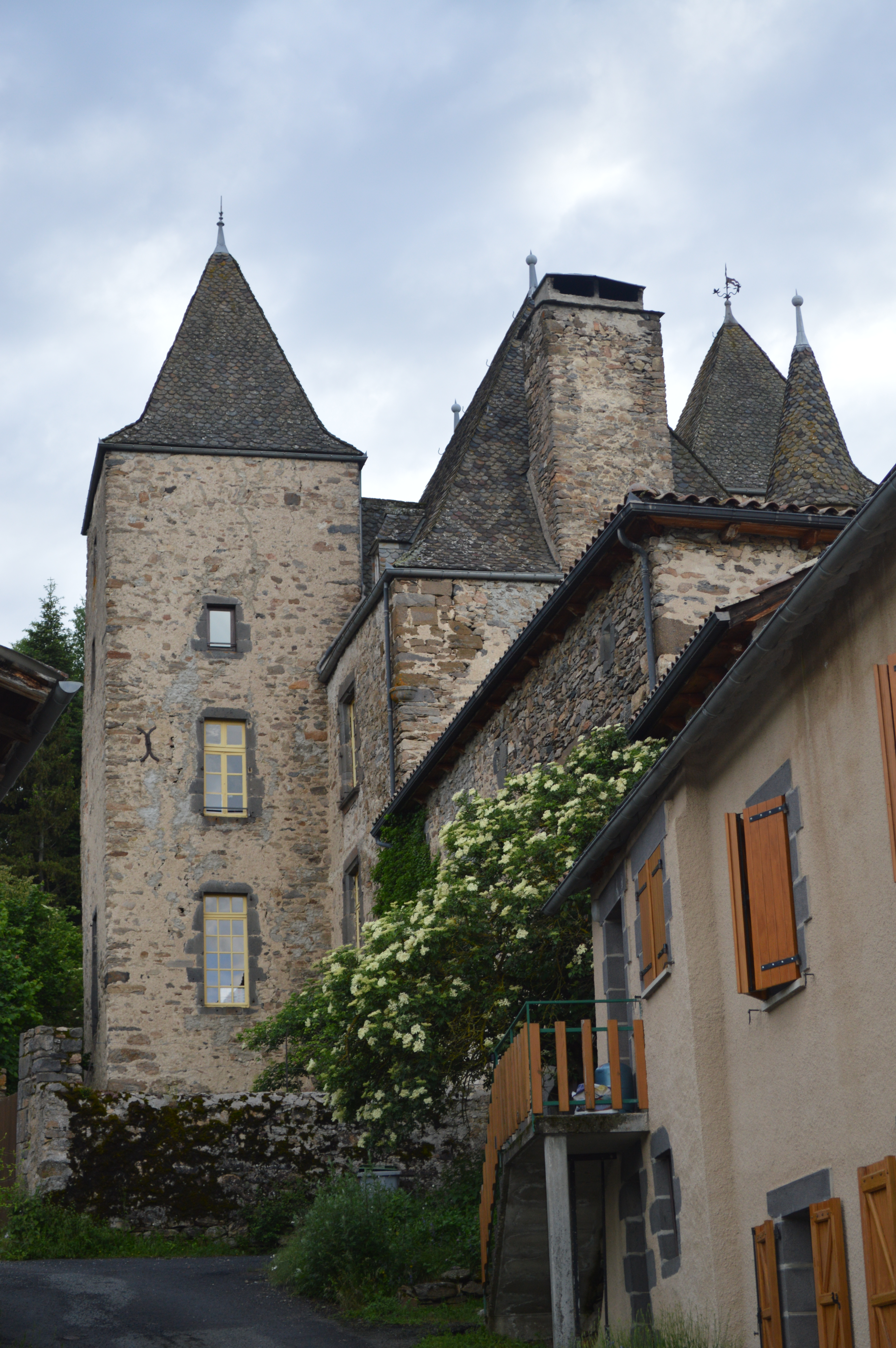
Vue rapprochée des tours du château.

Le château date du XVIe siècle ; il est composé d'un corps à trois étages carrés, d'une tour ronde escalier engagée au milieu de la façade, et de deux tourelles d'angle en échauguette.

### Jardin médiéval du château
On notera la présence d'un remarquable jardin médiéval à six carrés groupés de buis avec jardin des simples, et qui comprend des plantes médicinales et aromatiques (sauge, hysope, absinthe, romarin...)

## Historique

### Famille du Polier
Les Polliers ou Polhier sont une famille de robe de Saint-Flour qui a donné plusieurs consuls de la ville.
- Hérailh de Polier, fut garde des sceaux du roi et fit construire le château qu'on voit aujourd'hui.

### Famille de Murat de Rochemore
- Catherine de Polhier, fille unique et héritière de Jean et d'Antoinette Suat de Chavagnac, apporte Vareilhettes par son mariage le 26 juin 1593 avec François de Murat, fils de Tristan de Murat, seigneur de Rochemore, de Teyssonières et de La Chassaignes, et Jeanne de Greilh, et lui donna deux fils :
  - François, seigneur de Rochemore et
  - Claude de Murat, seigneur de Vareilhette, né en 1599, maréchal des camps du roi, marié le  7 juillet 1650 avec Louise Mercie qui lui donna un fils :
- Nicolas de Murat, comte de Gilbertès, colonel d'un régiment d'infanterie qui s'est marié deux fois :
  - En 1686 avec Marie d'Apchier, dame de Gilbertès, file de Jean de La Tour de Murat, comte de Gibertès, et de Marie de Châteauneuf d'Apchier, dont une fille, Marie-Antoinette de Murat de Gilbertès ;
  - En 1691 avec  Henriette-Julie de Castelnau (1670-1716), fille de Michel, marquis de Castelnau et de Marie de Foucault du Daugnon, qui lui donne aussi un seul enfant :
- César de Murat, qui vend les château et domaine de Varillettes à N[réf. nécessaire] de Lastic-Sieujac, seigneur de Parentignat.

### Évêques de saint-Flour
Au XIXe siècle, le château devient la résidence d'été de l'évêque de Saint-Flour.

## Visites
Doté d'un jardin remarquable, le château est inscrit au titre des monuments historiques en 1982.